# Reglamento para el Gobierno Provisorio de 1814

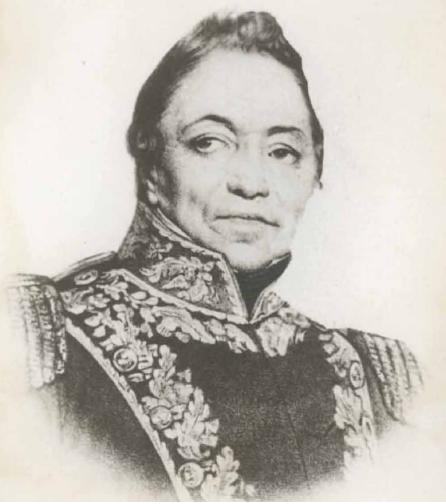
Francisco de la Lastra fue nombrado Director Supremo bajo el mandato del Reglamento para el Gobierno Provisorio de 1814.

El Reglamento Constitucional para el Gobierno Provisorio de 1814 fue uno de los primeros arreglos constitucionales de la República de Chile, promulgado el 17 de marzo de 1814. Con 13 artículos, una de sus principales disposiciones era la creación del cargo de Director Supremo. 
Sucesor del Reglamento Constitucional Provisorio de 1812,el reglamento de 1814 creaba un Ejecutivo unipersonal, con el nombre de Director Supremo, al cual se asignan amplias e ilimitadas atribuciones con el objetivo de hacer frente al problema bélico existente. Asimismo, mantiene un Senado integrado por siete personas. Como Director Supremo, es nombrado el coronel Francisco de la Lastra, entonces gobernador de Valparaíso.
El Reglamento de 1814 fue suspendido con la restauración de la monarquía española en octubre de 1814, lo que marca el fin de la Patria Vieja. 